# Rabi Airport
Rabi Airport är en flygplats i Fiji. Den ligger i den nordöstra delen av landet, 240 km nordost om huvudstaden Suva. Rabi Airport ligger 7 meter över havet. Den ligger på ön Rabi Island.
Terrängen runt Rabi Airport är huvudsakligen kuperad, men söderut är den platt. Havet är nära Rabi Airport åt sydväst.